# Kabupaten Kepulauan Talaud
Kabupaten Kepulauan Talaud (engelska: Talaud Islands Regency) är ett kabupaten i Indonesien.   Det ligger i provinsen Sulawesi Utara, i den nordöstra delen av landet, 2 500 km nordost om huvudstaden Jakarta. Antalet invånare är 83 434. Kabupaten Kepulauan Talaud ligger på ön Pulau Karakelang.